# Anselmus de Boodt

Anselmus de Boodt um 1600

Anselmus de Boodt, latinisiert Boëtius oder Boetius,  (* 1550 in Brügge; † 21. Juni 1632 ebenda) war ein flämischer Gelehrter (Chemiker, Arzt, Botaniker und Mineraloge). Er veröffentlichte das erste Buch, in dem Minerale systematisch beschrieben wurden.
De Boodt stammte aus einer wohlhabenden katholischen Patrizierfamilie in Brügge. Er studierte Jura und Kanonisches Recht in Löwen und Medizin in Heidelberg (bei Thomas Erestus) und Padua, wo er zum Dr. med. promoviert wurde. 1580 bis 1583 war er Ratspensionär in Brügge und an der Finanzverwaltung der Stadt beteiligt. 1583 wurde er Arzt beim Prager Burggrafen Wilhelm von Rosenberg und 1584 Kanonikus an der Sint-Donaaskathedraal in Brügge (auf Veranlassung des Kaisers Rudolf II.), was er bis 1595 blieb (ohne in Brügge anwesend zu sein – er lebte in Prag). 1604 wurde er Leibarzt von Rudolf II. in Prag als Nachfolger von Rembert Dodoens, kehrte aber 1612 nach Brügge zurück, wo er bis zu seinem Tod Ratspensionär war. 
Er praktizierte in Prag weniger als Arzt, sondern war Mitglied des Kreises von Alchemisten um Rudolf II. und verwaltete dessen Edelsteinsammlung und widmete sich seinen Studien. Er war in Prag mit Thaddaeus Hagecius befreundet.
In seinem Hauptwerk Gemmarum et Lapidum Historia (1609) beschrieb er 600 Mineralien und erwähnt 233 weitere. Er gab auch Hinweise auf deren Verwendung als Schmuck oder Arznei, deren wirtschaftlichen Wert und wie man sie bearbeitet (schneidet). Er führte auch eine Härteskala ein. Er nahm die Existenz von Atomen an und wandte sich gegen Alchemie und Anhänger des Paracelsus.
1640 erschien postum sein Kräuterbuch Florum herbarum ac fructuum selectiorum icones et vires, pleraeque hactenus ignotae.

## Schriften (Auswahl)
- Gemmarum et lapidum historia. Hanau 1609 (Digitalisat).
- Florum herbarum ac fructuum selectiorum icones et vires, pleraeque hactenus ignotae. Brügge 1640 (online)